# 보급
보급(補給)은 군수물자 응용 분야에 필요한 제품과 서비스를 조달, 제조 및 제공하는 다기능적 접근 방식이다. 보급에는 하위 공급업체, 일반 공급업체, 내부 정보 및 자금 흐름이 포함된다.

## 군수
군수는 군대의 이동과 유지를 계획하고 수행하는 과학이다. 가장 포괄적인 의미에서 군수품의 설계 및 개발, 획득, 보관, 이동, 배포, 유지 관리, 대피 및 처리 등을 다루는 군사작전의 측면이다.
물류 관리 개념과 공급망 관리의 주요 차이점은 의사 결정을 위해 수집, 처리, 분석 및 사용되는 정보 수준이다. SCM 기반 조직은 즉각적인 고객에 대한 관심을 가질 뿐만 아니라 공급업체 또는 고객에게 직간접적으로 영향을 미치는 요소를 처리하고 예측한다. 이 정보 부분을 공급망 모델에서 제외하면 비즈니스의 물류 관리 부분을 볼 수 있다.

## 같이 보기
- 공급망 관리